# 大浦川 (徳島県)
大浦川（おおうらがわ）は、徳島県鳴門市を流れる二級河川である。

## 地理
鳴門市北灘町大浦の天円山に水源があり、同地域を北流し瀬戸内海（播磨灘）に注ぐ。名前の由来は、北灘町の字名から付けられており、かつてこの地には板野郡大浦村が存在した。
河口付近に鳴門市北灘中学校があり、その北側を国道11号（阿波街道）が通る。

## 流域の主な施設
- 鳴門市北灘中学校
- 国道11号（阿波街道）

## 流域の自治体
徳島県
鳴門市